# Mala Stara vas
Mala Stara vas je naselje v Občini Grosuplje.